# Algèbre graduée
Pour les articles homonymes, voir Algèbre (homonymie).

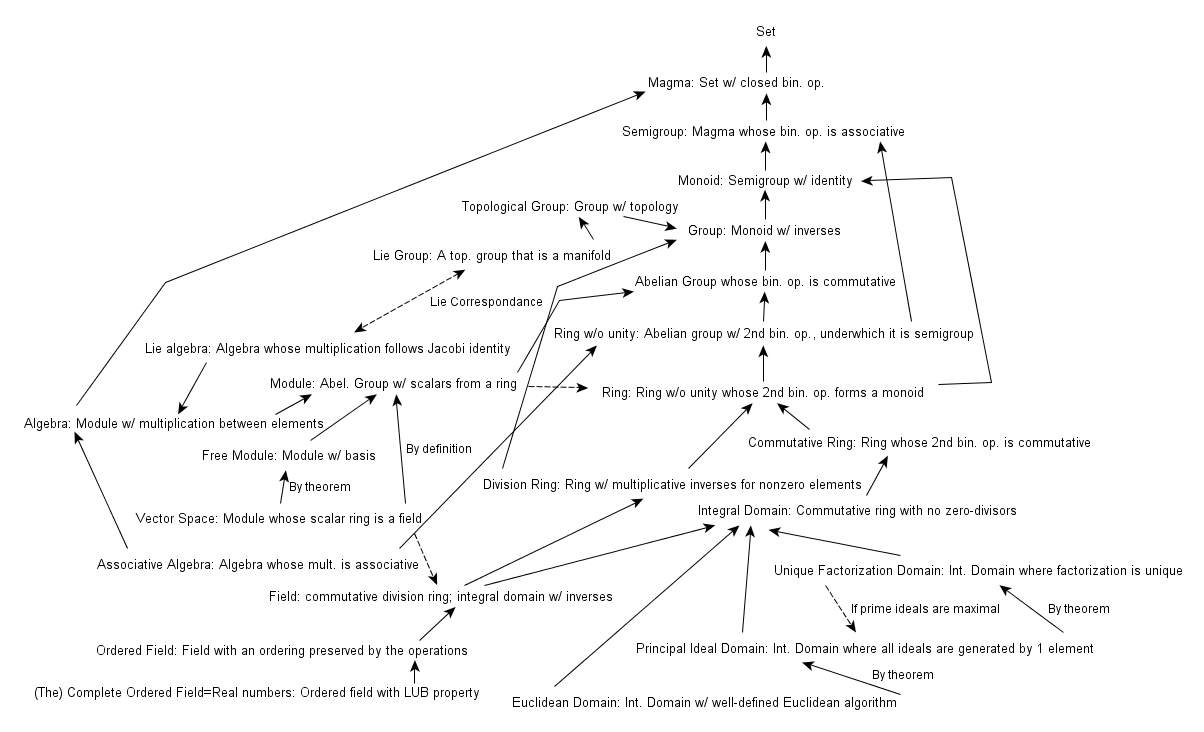
Un organigramme de diverses structures algébriques et leurs relations les unes avec les autres.

En mathématiques, en algèbre linéaire, on appelle algèbre graduée une algèbre dotée d'une structure supplémentaire, appelée graduation.

## Définition
Soit A une algèbre sur un corps (ou plus généralement sur un anneau) K. Une graduation sur A est la donnée d’une famille de sous-espaces vectoriels {\displaystyle (A_{i})_{i\in \mathbb {N} }} de A vérifiant :
- {\displaystyle A=\bigoplus _{i\in \mathbb {N} }A_{i}} ;
- {\displaystyle \forall i,j\in \mathbb {N} ,A_{i}A_{j}\subset A_{i+j}}, c'est-à-dire que {\displaystyle \forall \left[i,j\in \mathbb {N} ,x\in A_{i},y\in A_{j}\right],\ \ x\times y\in A_{i+j}}.

L’algèbre A est alors dite graduée (parfois ℕ-graduée, comme cas particulier de la notion d'algèbre M-graduée pour un monoïde M). 
Les éléments non nuls de Ai sont dits homogènes de degré i. Un idéal est dit homogène si, pour chaque élément {\displaystyle a} qu'il contient, il contient également les composantes homogènes de {\displaystyle a} (les {\displaystyle a_{i}} de l'unique décomposition {\displaystyle a=a_{0}+a_{1}+\cdots +a_{n}} telle que pour tout {\displaystyle i\in \mathbb {N} ,a_{i}\in A_{i}\setminus \{0\}}). Cela revient à dire que I est engendré par des éléments homogènes. 
Tout anneau (non gradué) A peut être doté d'une graduation en posant A0 = A et Ai = 0 pour tout i > 0. Cette structure est appelée graduation triviale de A.
Une application f entre des algèbres graduées A et B (sur le même corps) est un homomorphisme d'algèbres graduées si {\displaystyle f(A_{i})\subset B_{i}} pour tout i.

## Exemples
- L'anneau de polynômes en d indéterminées K[X1, … , Xd], où les éléments homogènes de degré n sont les polynômes homogènes de degré n.
- L'algèbre tensorielle T(V) sur un espace vectoriel V, où les éléments homogènes de degré n sont les tenseurs de la forme {\displaystyle v_{1}\otimes v_{2}\otimes \dots \otimes v_{n}}.
- L'algèbre symétrique S(V) et l'algèbre extérieure Λ(V) sont des algèbres graduées, les éléments homogènes de degré n étant les images des éléments homogènes de T(V). Plus généralement, si un idéal I d'une algèbre graduée A est homogène, le quotient A/I est naturellement gradué par{\displaystyle (A/I)_{i}=A_{i}/(I\cap A_{i}).}